# Volksgarten Lütgendortmund

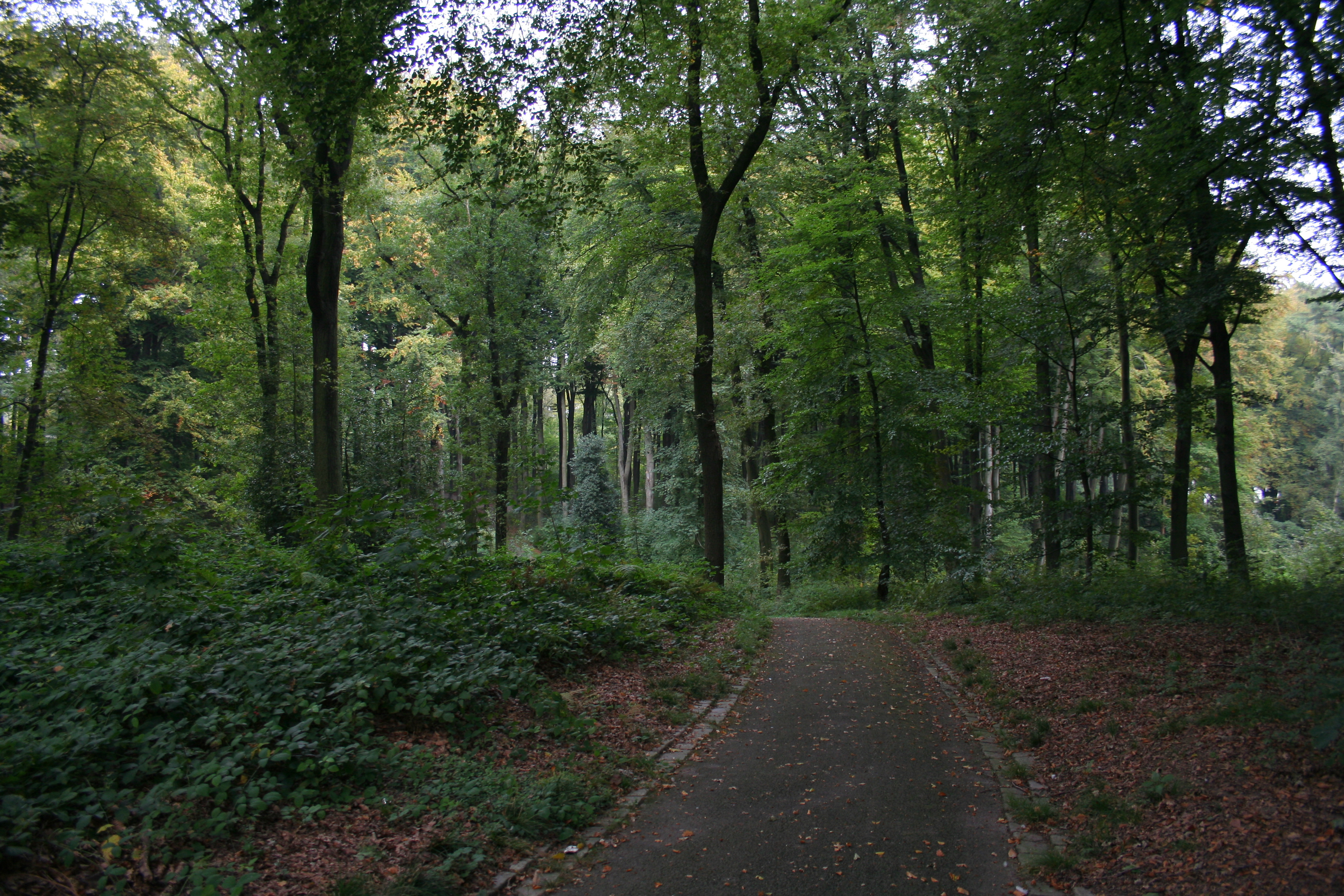
Eine der Alleen im Volksgarten Lütgendortmund

Der Volksgarten Lütgendortmund ist ein waldreicher Park im Dortmunder Stadtteil Lütgendortmund.

## Geschichte
Die Entstehung des Volksgarten Lütgendortmund fällt in die zweite Hälfte des 19. Jahrhunderts und in die in Europa entstehende Volksgartenbewegung.

### Vorgeschichte
1885 forderten Bürger ein Gelände für einen Volksgarten im Raum Dortmund als Gegenstück zur massiven Industrialisierung der Natur. Auf Initiative des Lütgendortmunder Amtmanns Westermann wurde 1898 ein 1,5 Hektar großes Grundstück erworben, das jedoch keineswegs ausreichte.

### Das Volksgartenprojekt
1904 lebte dann die Idee zum Anlegen des Volksgartens wieder auf, und die Gemeindevertreter sprachen sich für die Anlage eines nun 6,5 Hektar großen Volksgartens aus. Da die Finanzierung nicht ausreichend gesichert schien, bat man die Harpener Bergbau AG um Finanzierungshilfe. Schließlich stimmte 1906 der Landrat der Gemeinde Lütgendortmund für die Errichtung des Volksparks. Eine Volksgarten-Verwaltungskommission wurde gebildet, und das Projekt des Landschaftsarchitekten Martin Peters gewann die Ausschreibung. Gleichzeitig fand auch die Planung einer Festhalle für den Volksgarten Anklang. Von 1907 bis 1910 wurde der Volksgarten in mehreren Bauabschnitten angelegt, und 1911 wurde er eröffnet.